# یک مشت پر عقاب
یک مشت پر عقاب نام یک مجموعه تلویزیونی تولید مرکز سیمافیلم بود که در بهمن‌ماه ۱۳۸۶ از شبکه ۱ پخش می‌شد.

## خلاصه داستان
در پی درگذشت خواهر دوقلوی، امیرحسین دانشور فارغ التحصیل رشته مهندسی نفت که در حال گذراندن خدمت وظیفه است،او به تهران فرا خوانده می شود. پدر او مهندس  دانشور از مهندسان قدیمی شرکت ملی نفت که در اثر حادثه خودکشی دخترش سکته کرده و بستری شده است. امیرحسین پس از  اتمام مراسم درست در شبی به تبریز برمی گردد که همان روز مردم تبریز طی اقدامی اعتراضی دفتر حزب رستاخیز را به اتش کشیده اند  و ...